# Гней Помпей Трог
Гней Помпе́й Трог (лат. Gnaeus Pompeius Trogus; I век) — древнеримский историк, составитель «Филипповой истории» в 44 книгах.

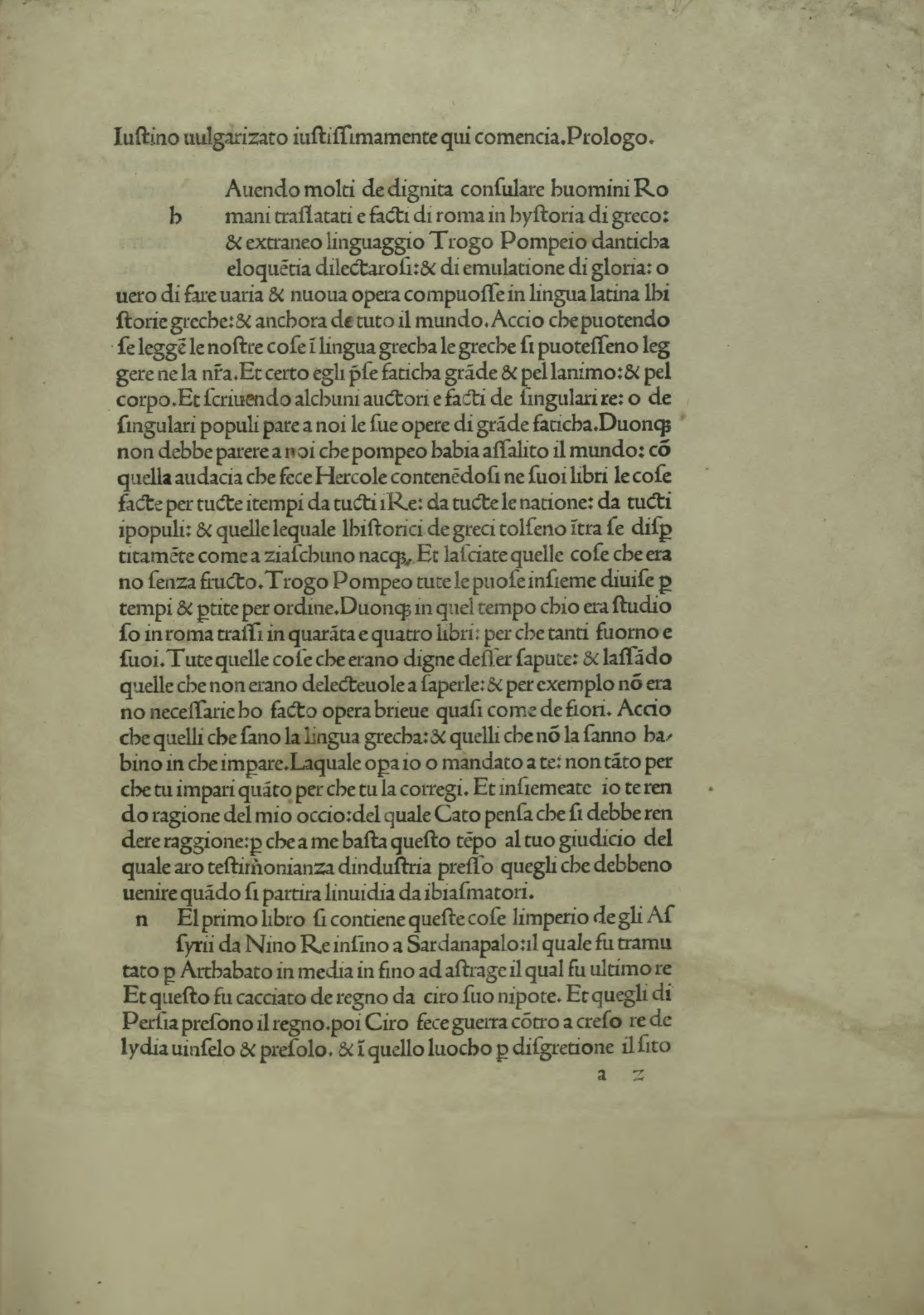
Epitome historiarum Trogi Pompeii

## Биография
Гней Помпей Трог родился в городе Вазио (лат. Vasio Vocontiorum) в Трансальпийской Галлии (ныне — Везон-ла-Ромен, Франция). Его дед, из племени воконтиев, служил под командованием Гнея Помпея Великого в войне против Сертория и после этого получил римское гражданство и номен Помпей. Отец же Трога служил при Цезаре в качестве секретаря и переводчика.
Известно, что Трог писал на основе трудов Аристотеля и Теофраста книги о естественной истории растений и животных, которые часто цитирует Плиний Старший. Однако его главным трудом была «Филиппова история» в 44 книгах, главной темой которой является македонский царь Филипп II, эпоха Александра Великого и диадохов. Всё сочинение охватывает эпоху от ассирийского царя Нина до своего времени.
От 44 книг сохранились лишь «Prologoi», краткое содержание отдельных книг и извлечения, сделанные Марком Юнианом Юстином. Римская история практически не затронута вплоть до того времени, когда Греция и Восток вступили в контакт с Римом. При написании «Филипповой истории» Трог использовал труды Геродота, Ктесия, Эфора, Тимея, Полибия, Диодора и других авторов.